# CARBS
CARBS es el acrónimo de un grupo de países (Canadá, Australia, Rusia, Brasil y Sudáfrica) caracterizados por su condición geoestratégica de productores de materias primas de importancia mundial, así como por su crecimiento económico en los últimos años, a pesar de su diferente situación anterior (Canadá y Australia eran previamente países desarrollados, Brasil y Sudáfrica países en vías de desarrollo y Rusia una economía en transición). Como en la denominación de otros grupos de países construidas de forma similar (BRICS o MIST), se realiza un juego de palabras identificativo, en este caso con el término carbohidrats (en el sentido de hidratos de carbono).
El origen del término está en un informe del departamento de estrategia global de Citigroup titulado Los Carbs te hacen más fuerte.